# Sree Kanteerava Stadium
Il Sree Kanteerava Outdoor Stadium (hindi: ಶ್ರೀ ಕಂಠೀರವ ಹೊರಾಂಗಣ ಕ್ರೀಡಾಂಗಣ), comunemente soprannominato Sampangi Stadium,  è un complesso polisportivo situato a Bangalore, in India. Attualmente viene utilizzato soprattutto per partite di calcio, di pallavolo e le gare di climbing e di atletica leggera.

## Struttura

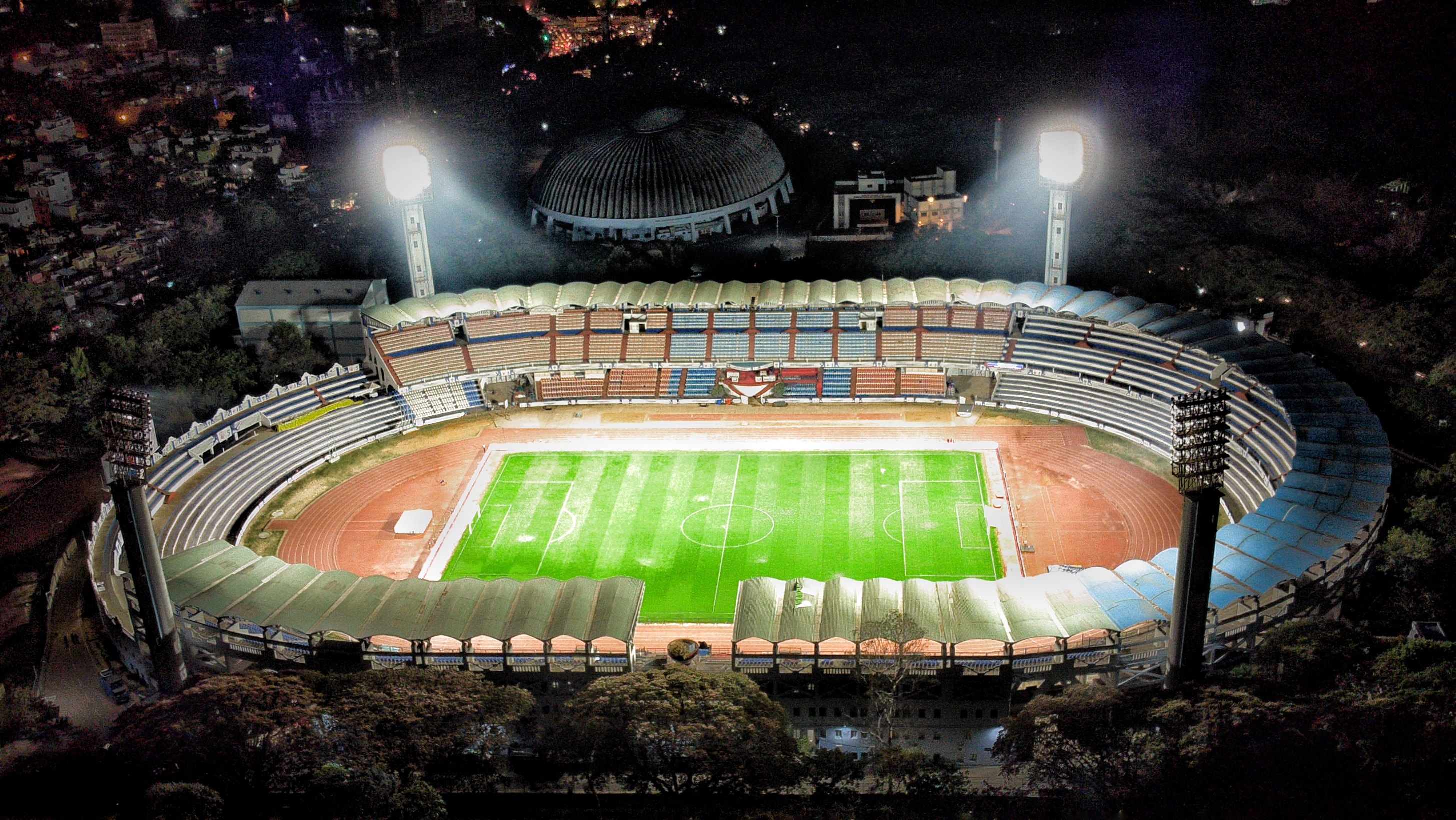
Veduta areale della struttura

L'arena centrale dello stadio è costituita da una pista di atletica sintetica a otto corsie di 400 metri, insieme a aree in superficie sintetica per eventi sul campo come lancio del peso, lancio del disco, giavellotto, lancio del martello, salto in lungo, salto in alto, salto triplo e salto con l'asta. Oltre agli eventi sportivi, lo stadio ospita anche walkathon, riprese cinematografiche, raduni ed esibizioni.
Lo stadio contiene quattro grandi ingressi ad arco che conducono al campo interno e alle tribune inferiori per gli spettatori. Lo stadio ha otto rampe che portano gli spettatori sulle tribune superiori. Quindi, in totale 12 cancelli per gli spettatori servono lo stadio.

## Storia
Lo stadio è stato fondato nel 1946 ed è stato chiamato Stadio Sampangi. Fu costruito sul letto del lago Sampangi che era percepito come un pericolo ambientale e fu prosciugato nel 1937 dopo essere stato trascurato in seguito alla fornitura di acqua convogliata dal lago Hesaraghatta all'interno di Bangalore. Lo stadio aveva allora una pista in cemento a sei corsie, prima che fosse posata l'attuale pista sintetica. Il velocista Milkha Singh si è allenato qui nel 1952. Lo stadio ha ospitato la squadra di calcio russa in tournée in una partita di esibizione contro il Mysore State XI nel febbraio 1955. La Russia XI ha vinto 7-1. Altri eventi sportivi tenuti nello stadio includono la finale dell'edizione 1962 del Trofeo Santosh che vinse la squadra di casa Mysore (ora squadra del Karnataka) e l'edizione 1996 dei Giochi Nazionali.